# 凯蒂·基钦
凯蒂·梅雷迪思·基钦（英語：Katie Maredith Kitching；1998年9月6日—），新西兰女子足球运动员，司职中场，目前效力于桑德蘭女子足球俱樂部和新西兰国家女子足球队。她曾代表新西兰参加2020年和2024年夏季奥林匹克运动会女子足球比赛等多场国际赛事。